# Elegantozoum teocchii
Elegantozoum teocchii là một loài bọ cánh cứng trong họ Cerambycidae.